# Дворац Ашфорд
Дворац Ашфорд је средњовековни и Викторијански дворац који је, током векова, често мењао свога власника, али и своју намену. Више пута је био прошириван и реконструисан, да би, на крају, био претворен у луксузни хотел на обали језера Кориб, у близини града Конг, у Ирској. Пре него што је претворен у хотел, дворац је био у власништву породице Гинис.

## Историјат
Дворац је саграђен 1228. године на локацији некадашњег манастира од стране англо-норманске куће Бурк. После више од три и по века дворац  је прешао у руке новог власника након жестоке борбе. Њега је 1589. године заузео сер Ричард Бингхам, који га је додатно утврдио. Доминик Браун, из Браун породице, добио је 1670 или 1678. године ово имање посебном краљевском даровницом на коришћење. Породица Браун је 1715. године овде основала Ашфорд имање и ту је саградила ловачки дом у стилу француског замка из XVII века. Двоглави орлови који се и данас могу видети на крову овог дворца представљају грб породице Браун. Крајем XVIII века огранак ове породице живео је у дворцу. Почетком XIX века забележено је да је извесни Томас Елвуд, заступник породице Браун у Ашфорду, живео у замку 1814. године. Имање је 1852. године купио сер Бенџамин Гинис. Он је проширио здање са два велика крила у викторијанском стилу. Такође, он је проширио имање на 26.000 хектара, изградио је нове путеве и засадио је на хиљаде стабала. Дворац је 1939. године продат Ноелу Хугарду који је дворац претворио у хотел. Нови власник хотела је 1970. године постао Џон Мулкахи. Он је извршио његову потпуну обнову, а такође га је и проширио додавањем новог крила и изградњом голф терена почетком седамдесетих година прошлог века. Група америчких инвеститора, ирског порекла, купила је имање 1985. године, а затим и продала 2007. године, за 50 милиона евра дилеру некретнина и инвеститору Герију Берету и његовој породици. У септембру 2012. године Ашфорд је проглашен најбољим летовалиштем и хотелом у Ирској, и трећим најбољим у Европи.

## Дворац као хотел
Данас већина гостију долази из Сједињених Америчких Држава (60%), из Ирске (30%) и 10% из других земаља. Дворац је накратко био затворен за госте али је поново поново отворен у априлу 2015. године након великог реновирања. Свих 820 прозора је замењено, постављен је нови оловни кров и преправљена је камена столарија. За обнову имања потрошено је око 47 милиона евра.  Дворац је био домаћин многим угледним гостима, укључујући: принца од Велса (касније краља Џорџа V), Џона Ленона, Џорџа Харисона, Оскара Вајлда, председника САД Роналда Регана, принца Едварда, грофа од Весекса, америчког сенатора Теда Кенедија, Робина Вилијамса, Бред Пита, Пирса Броснана итд.[1]